# ARD-Buffet
Das ARD-Buffet war eine Fernsehsendung, die vom SWR in Baden-Baden produziert wurde und ab 1998 jeden Werktag live im Ersten lief. 
Ab dem 1. Oktober 2012 startete das ARD-Buffet bereits um 11:05 Uhr, diese zusätzliche Schiene wurde aber bereits Ende desselben Jahres wieder gestrichen. Später lief die Sendung jahrelang von 12:15 Uhr bis 13:00 Uhr, ab dem Jahreswechsel 2023/2024 von 11:15 Uhr bis 12:00 Uhr. Am 30. Juni 2023 gab die ARD bekannt, dass die Sendung Ende 2024 eingestellt werden soll. Zuvor wurde zum Jahreswechsel 2023/2024 die Sendezeit vorverlegt, weil das Mittagsmagazin den bisherigen Sendeplatz übernahm.
Die letzte Sendung wurde am 19. Dezember 2024 gesendet.

## Moderatoren

### Aktuelle Moderatoren
Die Moderatoren wechseln wöchentlich den Moderationsbetrieb.
| Moderator           | Einstieg       |                                      |
| Evelin König        | 1998–2024      | Hauptmoderatorin Babypause 2001–2002 |
| Fatma Mittler-Solak | Juli 2010–2024 | Hauptmoderatorin                     |
| Michael Friemel     | 2014–2024      | vertretungsweise                     |
| Sebastian Müller    | 2019–2024      | Hauptmoderator                       |
| Johannes Zenglein   | 2023–2024      | Hauptmoderator                       |

### Ehemalige Moderatoren
- Bernd Schröder (1998–2007)
- Ernst-Marcus Thomas (2003–2008)
- Jacqueline Stuhler (1998–2008)
- Bernadette Schoog (2001–2010)
- Miriam Christmann (†) als Styling-Expertin (1999–2008)
- Florian Weber (2009–2019)
- Holger Wienpahl (2008–2023)

## Themen der Sendung

### Kochen
Ein bekannter Koch bereitet live im Studio ein täglich wechselndes Gericht zu. Die Köche treten in der Regel an bestimmten Tagen auf, haben eigene private Restaurants oder sich als Bloggerin oder Blogger einen Namen gemacht. Der jeweilige Moderator schaut zwischen den Themen und Einspielfilmen bei den Köchen vorbei, die am Ende der Sendung mit der Zubereitung fertig sind. Alle Studiogäste kosten das Gericht schließlich an einem Tisch, während das Rätsel aufgelöst wird und die Abmoderation beginnt. Häufig springen auch andere bekannte Köche ein, wenn der eigentlich für diesen Tag vorgesehene Koch anderen Verpflichtungen nachkommen muss. Früher gab es meistens ein Motto der Woche wie beispielsweise Kochen mit Nudeln oder Weihnachtsmenü.
Aktuelle Köche und Köchinnen
- Jacqueline Amirfallah
- Sören Anders
- Cynthia Barcomi
- Ali Güngörmüs
- Christian Henze
- Vincent Klink
- Rainer Klutsch
- Tarik Rose
- Jörg Sackmann[3]
- Kevin von Holt
- Antonina Müller
- Andreas Schweiger

Ehemalige Köche
- Frank Buchholz
- Karlheinz Hauser
- Nicole Just
- Ute Herzog (1998–2002)
- Cornelia Poletto (2011)
- Rainer Strobel (2002–2008)
- Michael Kempf[3]
- Otto Koch
- Martina Kömpel
- Christina Richon
- Theresa Baumgärtner

### Hallo Buffet
Für das fünfminütige Servicethema beantwortet ein Experte aus wechselnden Fachgebieten (Recht, Verkehr, Technik, Geld, Gesundheit, Tiere) die wichtigsten Fragen zum Thema. Häufig wird durch einen Filmzuspieler das Thema des Tages weiter vertieft. Der Experte beantwortet eine Stunde lang nach der Sendung weitere Fragen der Zuschauer per Telefon oder im Live-Chat. Zu den Standard-Experten im ARD Buffet zählen unter anderen Frank Bräutigam, Leiter der Abteilung Recht und Justiz im SWR, Andreas Reinhardt für Computerthemen, Dr. Lothar Zimmermann als Arzt und SWR Redakteur, Bianca Schuster für Haushaltsthemen und Heike Boomgaarden für Gartenthemen.
Ehemalige Experten
- Volker Hess, Gärtner
- Silvia Frank, Haushalt

### DIY oder Die gute Idee
In Die gute Idee werden die Herstellung floristischen Tischschmucks, Bastelideen und weitere DIY's gezeigt. Sie findet täglich gegen Ende der Sendung statt und wird häufig von den unten aufgeführten Experten bestritten. Darüber hinaus treten weitere Expertinnen und Kreative auf, die ihre Ideen und Kreationen präsentieren.
Aktuelle Experten
- Andreas Frisch, Repaircafé – Reparatur von Alltagsgegenständen
- Leonie Gehr, Green DIY (Kombination aus DIY und Floristik)
- Holger Schweizer, Floristik (seit 2007)
- Tanja Steinbach, Handarbeit (Stricken und Häkeln)
- Lisa Tihanyi, DIY

Ehemalige Experten
- Bine Brändle
- Carmen Breuker
- Thomas Bucher, Florist (1998–2006)
- Marlen Dürrschnabel (bis September 2011)
- Jacqueline Diaz Lopez
- Lisa Mayer-Fritsch
- Gabriele Moosa
- Uli Wolf, DIY-Fachjounalist (2004–2019)
- Stefan Göttle, Green DIY (seit Januar 2014)
- Martina Lammel, DIY
- Patricia Morgenthaler, DIY
- Nadine Weckardt, Floristik (seit Oktober 2011)

### 360-Grad-Rätsel
Zum Abschluss der Sendung kann täglich ein Zuschauer oder eine Zuschauerin bis zu 200 Euro gewinnen. Spätestens seit 2020 handelt es sich dabei um einen 360-Grad-Film, der an drei Stellen angehalten wird, um sich Details merken zu können. Im Anschluss werden Fragen dazu beantwortet.

## Ehemalige Themen

### Gradwanderung
In der Rubrik Gradwanderung, die auf das Jahr 2006 beschränkt war, wanderten Bernadette Schoog und Bernd Schröder am Längengrad 12° 15' O (in Anlehnung an die Sendezeit) entlang. Orte, Menschen, Naturwunder und Bauten wurden vorgestellt.

### LokalSeiten
Bernd Schröder moderierte seit 2007 nicht mehr aus dem Fernsehstudio in Baden-Baden. Er zog für die Rubrik durch die Regionen Deutschlands und zeigte in zweiminütigen Reportagen, die in Zusammenarbeit mit einer örtlichen Zeitung entstanden, unter dem Titel LokalSeiten Geschichten der Region, die bundesweit interessant waren. Seit dem 2. Januar 2008 befand sich einer der Redakteure vom „ARD-Buffet“, Martin Schlagenhauf, auf den Spuren des „Lokalseiten“-Reisenden Bernd Schröder.

### Teledoktor
Der Teledoktor Aart C. Gisolf behandelte jeden Tag ein gesundheitliches Thema, oft inspiriert aus den zahlreichen Zuschauerbriefen. In Einspielern erklärte er Krankheiten oder Körperregionen und gab Gesundheits-Tipps. Am 14. September 2007 zog sich Gisolf in das Privatleben zurück, die Rubrik wurde eingestellt.

### Wohnengel
Wohnengel war eine unregelmäßig wiederkehrende Einrichte- bzw. Do-It-Yourself-Rubrik bei ARD-Buffet. Die Wohnengel gaben in kurzen Beiträgen oder als Gäste in der Sendung Tipps zu Themen wie renovieren, selber bauen, basteln und einrichten.

### Privatvergnügen und andere
Unter der Rubrik Privatvergnügen wurden Menschen mit besonderen Hobbys gezeigt; andere Themen waren beispielsweise die aktuellen Briefmarken eines Monats oder auch ein Film über ein Obst oder Gemüse. Zudem kamen auch Journalisten oder Schauspieler in das ARD-Buffet.

### Meine erste Platte
In loser Folge interviewte der Musikjournalist Frank Laufenberg in der Rubrik Meine erste Platte Prominente zu ihrer ersten Schallplatte. Erstellt wurden die Beiträge von Laufenberg und dem SWR-Redakteur Peter Eitner.

### Deutschland- und Europarätsel
Zu den Gewinnspielen gehörten u. a. das Deutschlandrätsel oder Europarätsel: eine Region Deutschlands oder Europas wurde im Einspieler gezeigt. Zu dieser Region folgte dann eine Frage; der schnellste Anrufer mit der richtigen Antwort wurde in die Sendung gestellt und gewann 250 Euro.

## Besonderheiten
Im Jahr 2007 wurde die damalige Moderatorin Bernadette Schoog während der Livesendung von Frank Elstner und Jens Riewa im Rahmen der Sendung Verstehen Sie Spaß? reingelegt. Im Jahr 2020 spielte die Moderatorin Fatma Mittler-Solak im selben Rahmen als Lockvogel.

## ARD-Frühstücksbuffet
1998 und 1999 gab es zudem werktags um 9:30 Uhr eine halbstündige Frühausgabe des ARD-Buffets, ebenfalls mit Tipps, Service und Rezepten.

## Begleitmaterial
- ARD-Buffet Magazin, erschienen im Burda Verlag. Erscheinungsweise: monatlich. Am 26. Januar 2017 verbot der Bundesgerichtshof das ARD-Buffet Magazin, weil die Zeitschrift gegen Wettbewerbsrecht verstößt.[4]
- Kalender

Bücher:
- Doris Hessler, Vincent Klink, Otto Koch, Rainer Strobel: ARD Buffet, Guten Appetit. Braun, Karlsruhe 1999, ISBN 3-7650-8216-3.
- Utha von Pagenhardt: ARD Buffet, Mein grüner Daumen. Braun, Karlsruhe 1999, ISBN 3-7650-8217-1.

- Aart Gisolf: Gesundheitstips vom Teledoktor. Braun, Karlsruhe 1999, ISBN 3-7650-8221-X.
- Bettina Laurer: ARD Buffet, Die gute Idee. Braun, Karlsruhe 2000, ISBN 3-7650-8232-5.
- Ute Herzog, Vincent Klink: Gefüllt & gerollt. Droemer Knaur, München 2002, ISBN 3-426-66720-7.

- Das kulinarische Quartett: Kochen mit dem ARD-Buffet. Hampp, Stuttgart 2004, ISBN 3-930723-64-6.
- Angela Clausen: ABC der Schlankmacher: Verbraucherlexikon zur aktuellen Angebotspalette. Verbraucher-Zentrale NRW, Düsseldorf 2004, ISBN 3-933705-91-6.
- Marlen Dürrschnabel, Thomas Bucher: Blumenzauber für Tisch & Tafel. Hampp, Stuttgart 2005, ISBN 3-936682-39-9.
- Katrin Volberg: Die Wohnengel: Renovieren mit dem ARD Buffet. Hampp, Stuttgart 2005, ISBN 3-936682-50-X.
- Volker Hess: Das ARD-Buffet Gartenbuch. Ulmer, Stuttgart 2006, ISBN 3-8001-5094-8.

- Amirfallah Jacqueline, Vincent Klink, Otto Koch, Rainer Strobel: ARD Buffet: Unsere besten Küchenklassiker. VGS, Köln 2006, ISBN 3-8025-3566-9.
- Martina Lammel: Basteln und Dekorieren: Mit dem ARD Buffet. OZ, Rheinfelden 2006, ISBN 3-89858-900-5.
- Otto Koch, Vincent Klink: Koch & Klink, Echte KüchenKerle. Edel Motion, Hamburg 2007, ISBN 978-3-940507-00-6.
- Martina Lammel: Jahreszeiten kreativ gestalten: mit dem ARD-Buffet. OZ, Rheinfelden 2008, ISBN 978-3-86673-169-1.
- Matthias Nöllke: Mein Haushaltsbuch mit 55 cleveren Spartipps: Keine Frage offen. Haufe-Lexware, Freiburg i. Br./Berlin/München 2008, ISBN 978-3-448-09049-9.
- Vincent Klink: Meine Küche. GU, München 2008, ISBN 978-3-8338-0982-8.
- Otto Bretzinger: Meine Rechte als Erbe: Keine Frage offen. Haufe-Lexware, Freiburg i. Br./Berlin/München 2008, ISBN 978-3-448-09051-2.
- Otto Koch, Vincent Klink: Echte KüchenKerle 2: Bio schmeckt besser. Edel Motion, Hamburg 2008, ISBN 978-3-940507-01-3.
- Martina Lammel: Jahreszeiten kreativ gestalten: mit dem ARD-Buffet. OZ, Rheinfelden 2008, ISBN 978-3-86673-169-1.

- Otto Koch: ARD Buffet – Kochen mit Otto Koch. Tre Torri, Wiesbaden 2009, ISBN 978-3-937963-92-1.
- ARD-Buffet – Wochenkalender 2010. DuMont, Köln 2009, ISBN 978-3-8320-1334-9.
- Matthias Nöllke: Mein sicheres Zuhause: Keine Frage offen. Haufe-Lexware, Freiburg i. Br./Berlin/München 2009, ISBN 978-3-448-09551-7.
- Claudia Nöllke: Gut leben mit wenig Geld. Haufe-Lexware, Freiburg i. Br./Berlin/München 2010, ISBN 978-3-448-10127-0.

- Holger Schweizer: Zauberhafte Blumengrüße. Meine besten Floristik-Ideen aus dem ARD-Buffet. Jan Thorbecke, Ostfildern 2010, ISBN 978-3-7995-3562-5.
- Heinfried Tintner: Schwerbehinderung. Haufe-Lexware, Freiburg i. Br./Berlin/München 2011, ISBN 978-3-648-01310-6.
- Michael Baczko: Meine Rechte als Patient: Keine Frage offen. Haufe-Lexware, Freiburg i. Br./Berlin/München 2011, ISBN 978-3-648-01861-3.

- Holger Schweizer: Blumige Grüße. Meine schönsten Floristik-Ideen aus dem ARD-Buffet. Jan Thorbecke, Ostfildern 2011, ISBN 978-3-7995-3574-8.
- Martina Lammel: Genial kreativ!: 100 originelle Sachen zum Selbermachen aus dem ARD-Buffet. Frech, Stuttgart 2011, ISBN 978-3-7724-5583-4.
- Otto Bretzinger: Meine Rechte als Verbraucher: Keine Frage offen. Haufe-Lexware, Freiburg i. Br./Berlin/München 2011, ISBN 978-3-648-01905-4.
- Speisekarte Deutschland. Zabert Sandmann, München 2011, ISBN 978-3-89883-311-0.
- Silvia Frank: Das ARD-Buffet Haushalts 1x1: Über 200 Tipps für den modernen Haushalt. Frech, Stuttgart 2012, ISBN 978-3-7724-5926-9.
- Gabriele Moosa, Tanja Steinbach: Kreativbuch Handarbeiten: Mit den besten Ideen aus dem ARD-Buffet. Frech, Stuttgart 2012, ISBN 978-3-7724-6785-1.
- Silvia Frank: ARD Buffet Haushalts 1x1 noch mehr Expertenwissen. Frech, Stuttgart 2013, ISBN 978-3-7724-5942-9.
- Damian Swiderski: Kreativ ohne Grenzen: Malen, Zeichnen, Objekte aus dem ARD Buffet. Frech, Stuttgart 2013, ISBN 978-3-7724-6246-7.
- Die schönsten Landgasthöfe. Zabert Sandmann, München 2013, ISBN 978-3-89883-363-9.
- ARD-Buffet. Unsere besten Rezepte für jeden Tag. Zabert Sandmann, 2014, ISBN 978-3-89883-443-8.
- Mein Jahr 2016 mit dem ARD-Buffet: Kulinarisches, Dekoratives, Praktisches und Wissenswertes. Frech, Stuttgart 2015, ISBN 978-3-7724-7556-6.

- Holger Schweizer: Natürlich Blumen. NEUE FLORISTIK-IDEEN AUS DEM ARD BUFFET. Jan Thorbecke, Ostfildern 2015, ISBN 978-3-7995-0594-9.
- Martina Lammel: Martina macht's einfach Vol. 1: Neues vom ARD-Buffet. CV, Rheinfelden 2015, ISBN 978-3-8388-3630-0.
- Mein Jahr 2017 mit dem ARD-Buffet: Kulinarisches, Dekoratives, Praktisches und Wissenswertes. Frech, Stuttgart 2016, ISBN 978-3-7724-7650-1.
- Melanie Wenzel: ARD-Buffet: Meine besten Rezepte für Schönheit und Gesundheit. GU, München 2016, ISBN 978-3-8338-5690-7.
- Martina Lammel: Martina macht's einfach Vol. 2. CV, Rheinfelden 2016, ISBN 978-3-8388-3637-9.

- ARD-Buffet: Kochtrends für jeden. Zabert Sandmann, München 2016, ISBN 978-3-89883-581-7.
- ARD-Buffet: Heimatküche. Zabert Sandmann, 2017, ISBN 978-3-89883-663-0.
- Mein Jahr 2018 mit dem ARD-Buffet: Kulinarisches, Dekoratives, Praktisches und Wissenswertes. Frech, Stuttgart 2017, ISBN 978-3-7724-7749-2.
- Martina Lammel: Kreativ rund ums Jahr mit dem ARD Buffet. OZ, Freiburg i. Br. 2017, ISBN 978-3-86673-057-1.

## Ähnliche Sendung
- Kaffee oder Tee (SWR Fernsehen)[5]